# Ардіко Маньїні
Ардіко Маньїні (італ. Ardico Magnini; 21 жовтня 1928, Пістоя — 3 липня 2020) — колишній італійський футболіст, захисник, півзахисник.
Насамперед відомий виступами за клуб «Фіорентина», а також національну збірну Італії.

## Клубна кар'єра
Вихованець футбольної школи клубу «Пістоєзе». Дорослу футбольну кар'єру розпочав 1947 року в основній команді того ж клубу, в якій провів три сезони, взявши участь у 78 матчах чемпіонату.
Своєю грою за цю команду привернув увагу представників тренерського штабу клубу «Фіорентина», до складу якого приєднався 1950 року. Відіграв за «фіалок» наступні вісім сезонів своєї ігрової кар'єри. Більшість часу, проведеного у складі «Фіорентини», був основним гравцем команди.
Завершив професійну ігрову кар'єру у клубі «Дженоа», за команду якого виступав протягом 1958—1960 років.

## Виступи за збірну
1953 року дебютував в офіційних матчах у складі національної збірної Італії. Протягом кар'єри у національній команді, яка тривала 5 років, провів у формі головної команди країни 20 матчів. У складі збірної був учасником чемпіонату світу 1954 року у Швейцарії.

## Титули і досягнення
- Чемпіон Італії (1):

«Фіорентіна»: 1955–56